# 고성공룡박물관
고성공룡박물관(固城恐龍博物館)은 경상남도 고성군 하이면 덕명리 상족암군립공원내에 있는 박물관이다. 부근에 경상 누층군 진동층과 고성 덕명리 공룡과 새발자국 화석산지가 있다.

## 개요
2004년에 설립했으며, 공룡의 전신 골격 복제품, 익룡 전신골격, 부분골격 등이 전시되어 있다. 전시관은 5개의 전시실과 3층 전시실, 야외 시설로 나뉜다.

## 구성
1층은 3전시실, 4전시실, 5전시실, 뮤지엄숍이 있다. 2층은 1전시실, 2전시실, 로비 및 중앙홀, 영상실로 구성되어 있다. 3층에는 발자국 화석지 및 화석 등이 전시되어 있다. 총 96개의 전시품이 전시되어 있으며, 공휴일은 쉰다.

## 같이 보기
- 고성 덕명리 공룡과 새발자국 화석산지
- 경상 누층군 진동층
- 대한민국의 박물관과 미술관 목록